# Рајтсвил Бич (Северна Каролина)
Рајтсвил Бич (енгл. Wrightsville Beach) град је у америчкој савезној држави Северна Каролина.

## Демографија
По попису из 2010. године број становника је 2.477, што је 116 (-4,5%) становника мање него 2000. године.
| Група             | 2000.         | 2010.         |
| Белци             | 2.532 (97,6%) | 2.402 (97,0%) |
| Афроамериканци    | 7 (0,3%)      | 8 (0,3%)      |
| Азијати           | 14 (0,5%)     | 16 (0,6%)     |
| Хиспаноамериканци | 17 (0,7%)     | 27 (1,1%)     |
| Укупно            | 2.593         | 2.477         |